# جياني ميرسمان
جياني ميرسمان (بالفرنسية: Gianni Meersman)‏ (و. 1985  م) هو دراج على المضمار، ودراج بلجيكي، شارك في طواف إسبانيا، وسباق طواف فرنسا 2011، وطواف فرنسا، وطواف إسبانيا 2013، مركز لعبه هو ثاقب ‏.

## سجل الفوز

### سباقات أو مراحل فاز بها
| التاريخ        | السباق                                   | المركز                  |
| -------------- | ---------------------------------------- | ----------------------- |
| 16 مايو 2004   | سيركيت دي والونيا 2004                   | الفائز في التصنيف العام |
| 23 يوليو 2007  | 2007 Grote Prijs Raf Jonckheere          |                         |
| 01 سبتمبر 2007 | 2007 Omloop Mandel-Leie-Schelde          |                         |
| 01 يناير 2008  | كأس فرنسا لركوب الدراجات على الطريق 2008 | التاسع في تصنيف النقاط  |
| 10 فبراير 2008 | نجم بسجس 2008                            |                         |
| 04 مايو 2008   | Trophée des Grimpeurs 2008               | الثالث في التصنيف العام |
| 31 مايو 2008   | جراند بريكس دو بلومليك-موربيهان 2008     |                         |
| 24 يونيو 2008  | 2008 Sint-Elooisprijs                    |                         |
| 01 يناير 2011  | باريس تروا 2011                          |                         |
| 01 أبريل 2011  | روت أديلي 2011                           | الثاني في التصنيف العام |
| 03 أبريل 2011  | Flèche d'Emeraude 2011                   | الرابع في التصنيف العام |
| 22 يونيو 2011  | هالي إنجويجم 2011                        |                         |
| 09 يونيو 2013  | كريثيديا دو دوفين 2013                   | الأول في تصنيف النقاط   |
| 01 يناير 2014  | تروفيو سيس سالينس 2014                   |                         |
| 01 يناير 2014  | 2014 Trofeo Platja de Muro               | الفائز في التصنيف العام |
| 02 مارس 2014   | لادهوم الكلاسيكي 2014                    |                         |
| 03 يونيو 2014  | 2014 Gullegem Koerse                     |                         |
| 22 يونيو 2014  | ستير زي إل إم تور 2014                   |                         |
| 30 يوليو 2014  | طواف الوني 2014                          | الفائز في التصنيف العام |
| 21 أغسطس 2014  | 2014 Grote Prijs Lucien Van Impe         |                         |
| 01 فبراير 2015 | سباق كاديل ايفانز 2015                   | الفائز في التصنيف العام |
| 04 مارس 2015   | لو سامين 2015                            |                         |
| 20 مارس 2015   | هاندزام الكلاسيكي 2015                   | الفائز في التصنيف العام |
| 29 أغسطس 2015  | 2015 Omloop Mandel-Leie-Schelde          |                         |

## روابط خارجية
- جياني ميرسمان على موقع الاتحاد الدولي للدراجات (الإنجليزية)
- جياني ميرسمان على موقع أرشيف الدراجات (الإنجليزية)
- جياني ميرسمان على موقع إحصائيات الدراجات الإحترافية (الإنجليزية)
- جياني ميرسمان على موقع نسبة الدراجات (الإنجليزية)
- جياني ميرسمان على موقع CycleBase (الإنجليزية)